# Jiddu Krishnamurti
Jiddu Krishnamurti (Madanapaḷḷi, Andhra Pradesh, 12 de maig de 1895 - Ojai, 17 de febrer de 1986) fou un filòsof, escriptor i orador indi en matèria espiritual. Els seus principals temes inclouen una revolució psicològica. Va passar tota la seva vida vivint com a mestre i conferenciant, tot viatjant arreu del món.

## Biografia
Jiddu Krishnamurti prové d'una família telugu de línia bramànica. Nasqué un 12 de maig en un poblet situat a 250 quilòmetres al nord de Chennai. Com a vuitè fill que fou, va ser anomenat segons la tradició ortodoxa hindú, en honor de Sri Krishna, qui havia estat un vuitè fill. El seu pare, Jiddu Narianiah, graduat a la Universitat de Madrás i treballador del departament de rèdit anglès, assolí el càrrec de recaptador de renda i magistrat del districte. Els seus pares, vegetarians estrictes, eren cosins segons. Només van poder sobreviure a la infantesa sis dels onze fills que van tenir.
Krishnamurti va néixer a la ciutat de Madanapalli (Raj Britànic) i va ser descobert el 1909, quan encara era un adolescent, per Charles Webster Leadbeater a les platges privades del centre de la Societat Teosòfica d'Adyar, a Chennai. Posteriorment va ser adoptat i criat sota la tutela d'Annie Besant i Charles Webster Leadbeater dins de la Societat Teosòfica, perquè van veure en ell un possible líder espiritual. No obstant això, va refusar ser el messies d'un nou credo, fins que el 1929 va dissoldre l'orde creat per a aquest objectiu. Al·legava que ell no tenia nacionalitat i que no pertanyia a cap religió, classe social o pensament filosòfic. Va passar la resta de la vida com a conferenciant i professor viatjant pel món i ensenyant la idiosincràsia de la ment humana.
Va ser autor de diversos llibres, entre els quals The First and Last Freedom, The Only Revolution i Krishnamurti's Notebook. A l'edat de 90 anys va fer una conferència a l'ONU sobre la pau i la consciència, i va rebre la Medalla de la Pau de les Nacions Unides el 1984. La seva última conferència va ser feta un mes abans de morir el 1986.
Paradoxalment, els seus continuadors van fundar diverses escoles: a l'Índia, a Anglaterra i als Estats Units d'Amèrica, i van traduir a diverses llengües molts dels seus discursos, que es publicaren com a llibres que s'han considerat de caràcter filosòfic.
Aquestes escoles (algunes de nivell elemental a l'Índia i de nivell mitjà a Anglaterra) es van fundar en vida de Krishnamurti, amb la seva aprovació, direcció i suport, a més, constantment les visitava. Mantenia periòdicament correspondència amb aquestes escoles, cartes d'instruccions que l'editorial Edhasa va publicar a l'Estat espanyol en dos volums amb el títol de Cartas a las escuelas. Cada any es publicaven les conferències de l'any anterior en vida de Krishnamurti. Segons Mary Lutyens, la seva biògrafa, ell mateix revisava els escrits abans que es publiquessin.

## Pensament
En relació amb el pensament de Jiddu Krishnamurti, l'ésser humà, llevat que hagi assolit el despertar espiritual, confon la seva percepció de la realitat (realment esbiaixada, plena de confusió i de prejudicis i fragmentada) amb idees que s'ha format, i que ha pogut llegir, veure o escoltar d'una o més fonts, sobre aquella realitat, sense ser-ne conscient.
A més, quan viu una situació dolorosa sofreix pel fet que rebutja, oposant-hi una resistència, allò que considera que no li plau, pel fet que no es limita a transitar per aquell dolor per examinar-lo i aconseguir comprendre'l directament sense formar-se'n cap idea construïda amb la ment, sinó que n'escapa per por. La conseqüència d'això és romandre en la confusió, en la por, amb la conseqüent obstrucció del despertar espiritual que de manera natural i automàtica es produiria necessàriament en aquella persona i seria amor.
Aquest fet implica romandre en l'ego i les seves aspiracions, cosa que comporta que la persona es marqui objectius i es frustri. En conseqüència, és egoista i es pensa que estima les persones del seu entorn però no és prou conscient que no les estima perquè en realitat no flueix des de l'amor, sinó que es mou per sentiments de projectar expectatives sobre com s'ha de comportar el proïsme i té sentiments de possessió, gelosia, enveja, odi i dependència afectiva. En l'esfera sexual, sol buscar la satisfacció de desitjos de l'ego, com l'obtenció de plaer, que l'aparta de la pau que brolla necessàriament tan sols quan l'ésser humà s'allibera de l'ego i l'esgotament mental.